# ザ・ディフェンダーズ (テレビドラマ)
『ザ・ディフェンダーズ』（原題: Marvel's The Defenders、またはThe Defenders）は、2017年に公開されたアメリカ合衆国のテレビドラマシリーズ。マーベル・コミックのキャラクターを基にNetflixで製作されたドラマシリーズ『デアデビル』『ジェシカ・ジョーンズ』『ルーク・ケイジ』『アイアン・フィスト』の主人公4人が集結したアクションドラマ。マーベル・シネマティック・ユニバースに属する作品である。出演はチャーリー・コックス、クリステン・リッター、マイク・コルター、フィン・ジョーンズ、シガニー・ウィーバーなど。全8話のミニシリーズで、2017年8月18日にNetflixから世界同時に配信された。2022年2月28日をもって、本作品や『デアデビル』を始めとする、マーベルとNetflix共同制作のドラマシリーズが全世界において、Netflixでの配信を終了した。その後、同年3月16日からDisney+のサービス展開地域にて順次配信されることが同月1日にウォルト・ディズニー・カンパニーから発表された。日本では同年6月24日に配信されることが同月14日にウォルト・ディズニー・ジャパンから発表された。

## あらすじ
スーパーヒーローとして活躍するデアデビル、ジェシカ・ジョーンズ、ルーク・ケイジ、アイアン・フィストの4人は、ニューヨークを蝕む悪の黒幕と対決する。

## 登場人物
※ 演の括弧内は日本語吹き替え。

### ディフェンダーズ
マット・マードック / デアデビル
演 - チャーリー・コックス（内田夕夜）
昼は弁護士、夜は覆面のクライムファイターとして闘う盲目の男。視覚以外の卓越した五感と優れたマーシャルアーツを用いて戦う。現在はヒーロー活動を休止している。
ジェシカ・ジョーンズ
演 - クリステン・リッター（渡辺明乃）
ニューヨークの集合住宅の一角で探偵業を営む強気な探偵。事故によって並外れた跳躍力や腕力、強力な免疫力などの力を手にしている。
ルーク・ケイジ
演 - マイク・コルター（竹田雅則）
ハーレムでヒーロー活動をする色男。無実の罪で入った監獄で受けた実験により、鋼鉄の皮膚と超人的なパワーを手に入れた。
ダニー・ランド / アイアン・フィスト
演 - フィン・ジョーンズ（森宮隆）
ランド・エンタープライズの共同経営者にして、火の洗礼を受けた子供。拳に気を集めることで「アイアンフィスト」を召喚し、鋼鉄の光る拳を放つ。

### ディフェンダーズの関係者
クレア・テンプル
演 - ロザリオ・ドーソン（本田貴子）
全てのディフェンダーと関わりを持つ看護師。能力者との出会いを運命と信じ、自らサポートを行う。

### デアデビルの関係者
フォギー・ネルソン
演 - エルデン・ヘンソン（中村章吾）
コロンビア大学を優秀な成績で卒業した弁護士。マットの親友。
カレン・ペイジ
演 - デボラ・アン・ウォール（木下紗華）
正義感と行動力を併せ持つ記者。マットとフォギーの補佐を経て新聞社に勤める。

#### チェイスト
エレクトラ・ナチオス
演 - エロディ・ユン（桜木可奈子）
幼少期から鍛えられたマーシャルアーツで戦う戦士。ヤミノテが追い求める兵器“ブラックスカイ”でもある。マットの元恋人。
スティック
演 - スコット・グレン（伊藤和晃）
盲目でありながら、武術集団チェイストを率いてヤミノテと戦う戦士。マットとエレクトラの師でもある。

### ジェシカ・ジョーンズの関係者
トリッシュ・ウォーカー
演 - レイチェル・テイラー（木下紗華）
ラジオでトーク番組を持つ有名人。ジェシカの一番の理解者。
マルコム・デュカス
演 - エカ・ダーヴィル（中林俊史）
ヘルパーを志す青年。ジェシカの隣人であり、過去に二度助けられている。
ジェリ・ホガース
演 - キャリー=アン・モス（日野由利加）
巨大弁護士事務所の顔である敏腕弁護士。「勝つ」裁判に拘っていたが、ジェシカとの関わりによって、特別なケースに当たる弁護士で人助けを始める。

### ルーク・ケイジの関係者
ミスティ・ナイト
演 - シモーヌ・ミシック
ニューヨーク市警察ハーレム支部の警察官。見た情報から完璧な現場再現をできる優れた創造力と洞察力の持ち主。

### アイアン・フィストの関係者
コリーン・ウィング
演 - ジェシカ・ヘンウィック
日本の剣術を教える道場を持つ先生。白い日本刀を用いて戦う相当の実力者。元ヤミノテでもある。

### ヤミノテ
アレクサンドラ
演 - シガニー・ウィーバー（駒塚由衣）
ディフェンダーズのメインヴィラン。その全てが謎に包まれている。
マダム・ガオ
演 - ワイ・チン・ホー（伊沢磨紀）
ヘロインの密売を行うミステリアスな老婆。巧みな話術と強力な一撃の太極拳を用いる。
ムラカミ
演 - ユタカ・タケウチ
ヤミノテの幹部。日本語で話す。
バクト
演 - ラモン・ロドリゲス
ヤミノテの幹部。様々な武術に精通し、巧みな話術で人を従える。

## エピソード
| 通算 話数 | タイトル                              | 監督                   | 脚本                                                    | 公開日        |
| --------- | ------------------------------------- | ---------------------- | ------------------------------------------------------- | ------------- |
| 1         | "ヒーローはもうこりごり" "The H Word" | S. J. Clarkson         | Douglas Petrie & Marco Ramirez                          | 2017年8月18日 |
| 2         | "強烈な右フック" "Mean Right Hook"    | S. J. Clarkson         | Lauren Schmidt Hissrich & Marco Ramirez                 | 2017年8月18日 |
| 3         | "私のすべて" "Worst Behavior"         | Peter Hoar             | Lauren Schmidt Hissrich & Douglas Petrie                | 2017年8月18日 |
| 4         | "晩餐" "Royal Dragon"                 | Phil Abraham           | Douglas Petrie & Marco Ramirez                          | 2017年8月18日 |
| 5         | "隠れ家" "Take Shelter"               | ユタ・ブリースウィッツ | Lauren Schmidt Hissrich, Douglas Petrie & Marco Ramirez | 2017年8月18日 |
| 6         | "迫りくる死" "Ashes, Ashes"           | Stephen Surjik         | ドリュー・ゴダード & Marco Ramirez                      | 2017年8月18日 |
| 7         | "自分の戦い" "Fish in the Jailhouse"  | Félix Enríquez Alcalá  | Lauren Schmidt Hissrich & Marco Ramirez                 | 2017年8月18日 |
| 8         | "街の正義を託されて" "The Defenders"  | Farren Blackburn       | Lauren Schmidt Hissrich & Marco Ramirez                 | 2017年8月18日 |

## 製作
2013年10月、マーベル・テレビジョンが4つのドラマシリーズを準備しており、Netflix、Amazon、WGN Americaが関心を示していると報じられた。数週間後、マーベルとディズニーは、アイアン・フィスト、デアデビル、ジェシカ・ジョーンズ、ルーク・ケイジを中心とした実写シリーズをNetflixに提供すると発表した。
2016年4月、『デアデビル』第2シーズンの脚本家であるダグラス・ペトリとマルコ・ラミレスが、本作の脚本家とエグゼクティブ・プロデューサーを務めることが発表された。

## 評価

### 批評
本作は批評集積サイトのRotten Tomatoesに100件のレビューがあり、批評家支持率は78%、平均点は10点満点で6.59点となっている。また、Metacriticには30件のレビューがあり、加重平均値は63/100となっている。